# Джеймс Дюган
Джеймс Дюган (на английски: James Dugan) е американски журналист и писател на произведения в жанра пътепис и документалистика.

## Биография и творчество
Джеймс Дюган е роден на 7 май 1912 г. в Алтуна, Пенсилвания, САЩ, в семейството на Джон Хенри и Мери Дюган. Има двама по-малки братя. Завършва гимназия през 1929 г. в Алтона и през 1937 г. завършва специалност журналистика в Университета на Пенсилвания. В университета е редактор на литературното списание на кампуса „Old Main Bell“, а през 1936 г. и на хумористичното списание на университета „Penn State Froth“. След дипломирането си живее в Ню Йорк и след това пътува до Англия с информационната агенция „Office of War“. Назначен е в медицинския корпус във Форт Ханкок и ръководи класове по френски, немски, испански и руски за войниците. По време на Втората световна война служи като военен кореспондент за европейския театър във военновъздушните сили. На 19 април 1946 г. се жени за Рут Мае Лонган, която служи във военната полиция в Лондон по време на войната.
След войната пише за различни медии, като „Нешънъл Джиографик“, „Ню Йорк Таймс“, „Сатърдей Ивнинг Пост“, и др. Пише за различни кораби, морски обекти и подводни изследвания.
Среща океанографа капитан Жак-Ив Кусто през 1944 г. в Париж по време на освобождението на Франция като кореспондент на списание „Янк“. Голяма част от работите му се отнасят до подводните проучвания на Кусто. Едно от основните начинания е морската археологическа експедиция „Калипсо“ от 1952 до 1954 г., при която откриват древногръцка амфора за вино от трети век.
Пише сценариите за филмите „The Silent World“ и „World Without Sun“ от 1964 г. Документалният филм „The Silent World“ получава наградата „Златна палма“ от филмовия фестивал в Кан през 1956 г.
Първата му книга „The Great Iron Ship“ е публикувана през 1953 г. Съавтор е с Жак-Ив Кусто за книгата „Живото море“ от 1963 г.
Член е на подводния съвет на Морския музей на Филаделфия и Френското благотворно дружество, основано от Бенджамин Франклин.
Джеймс Дюган умира от инфаркт след инцидент по време на дълбоко потапяне в експериментална капсула на 3 юни 1967 г. в Панама, Панама. Погребан е в морето.

## Произведения
- The Great Iron Ship (1953)
- Man under the Sea (1956)
- Man Explores the Sea (1956)
- Undersea Explorer: Story of Captain Cousteau (1957)
- Captain Cousteaus Underwater Treasury (1959)
- Ploesti: The Great Ground-Air Battle of 1 August, 1943 (1962) – с Каръл Стюърт
- The Living Sea (1963) – с Жак-Ив Кусто
Живото море, изд. „Държавно издателство – Варна“ (1967), прев. Борис Дамянов
- Man under the Sea and His Shipping Empire (1963)
- The Great Mutiny (1965)
- World Beneath the Sea (1967)

### Екранизации
- 1956 The Silent World – документалин, разказвач
- 1964 World Without Sun – документален
- 1966 National Geographic Specials – документален ТВ сериал, 1 епизод
- 1966 The Undersea World of Jacques Cousteau – документален ТВ сериал, 1 епизод